# Barbut verd pintat
El barbut verd pintat (Psilopogon haemacephalus) és una espècie d'ocell de la família dels megalèmids (Megalaimidae) que habita boscos poc densos, ciutats i terres de conreu a les terres baixes fins als 2000 m, des del Pakistan, Índia i sud-oest de la Xina, cap al sud, a la llarga del Sud-est asiàtic fins Sri Lanka, Sumatra, Java, Bali i Filipines.